# Geo-Mod (серия игровых движков)
Geo-Mod (в ряде источников также Geo Mod; рус. Гео-мод) — серия игровых движков, разработанных компанией Volition, Inc. специально для применения в собственных разработках. По состоянию на 2011 год вышло две версии этого движка — Geo Mod и Geo Mod 2.
Название технологии происходит от слов «Geometry Modification Technology» (рус. Технология Модификации Геометрии). Данные движки известны широкими возможностями разрушительности окружения.